# Ian Taylor (calciatore 1948)
Ian Taylor (Aberdeen, 23 maggio 1948) è un ex calciatore scozzese, di ruolo centrocampista.

## Carriera
Si forma nel Banks O'Dee, club che lascerà nel 1966 per giocare nell'Aberdeen, con cui esordisce nella massima divisione scozzese nella Scottish Division One 1966-1967, ottenendo in campionato il quarto posto e raggiungendo la finale dalla Scottish Cup 1966-1967, persa contro il Celtic.
Nell'estate 1967 con il suo club disputò il campionato nordamericano organizzato dalla United Soccer Association: accadde infatti che tale campionato fu disputato da formazioni europee e sudamericane per conto delle franchigie ufficialmente iscritte al campionato, che per ragioni di tempo non avevano potuto allestire le proprie squadre. L'Aberdeen rappresentò i Washington Whips, vincendo la Eastern Division, qualificandosi per la finale. La finale vide i Whips cedere ai Los Angeles Wolves, rappresentati dai Wolverhampton.
Ottiene un quinto posto nella stagione 1967-1968, in cui raggiunge con i suoi gli ottavi di finale della Coppa delle Coppe 1967-1968, a cui segue il quindicesimo nella Scottish Division One 1968-1969. 
Nella stagione 1969-1970 con i Dons conquista l'ottavo posto finale e vince la Scottish Cup 1969-1970.
Le seguenti due stagioni, 1970-1971 e 1971-1972, sono chiuse entrambe al secondo posto alle spalle dei campioni del Celtic.
Nella stagione 1972-1973 ottiene il quarto posto in campionato. L'anno seguente passa a stagione in corso al Motherwell, sempre nella massima serie scozzese. Taylor otterrà come miglior piazzamento con il Motherwell il quarto posto finale nella Scottish Premier Division 1975-1976.
Nel 1976 passa al St. Johnstone, con cui gioca due stagioni nella serie cadetta scozzese. Terminata l'esperienza al St. Johnstone passa all'Elgin City.

## Palmarès
- Coppa di Scozia: 1

Aberdeen: 1970